# Capnodis carbonaria
Capnodis carbonaria es una especie de escarabajo del género Capnodis, familia Buprestidae. Fue descrita científicamente por Klug en 1829.